# Desperdicis
Desperdicis és el grup d'aficionats esportius radicals de la Unió Esportiva Sant Andreu. D'ideologia antifeixista i antiracista, es va fundar l'any 2007 després de la dissolució d'Andreuencs, que havia sigut fins llavors el grup d'animació al Camp Municipal Narcís Sala.
Amb la creació de Desperdicis també van sorgir els grups Eskamot Quadribarrat i Nucli Fènix, els quals van dissoldre's uns anys més tard, fent que Desperdicis es mantingués com a únic grup d'animació. Des de llavors el grup ha anat creixent i ha protagonitzat nombrosos tifos tant al propi camp com en camps d'equips rivals.

## Amistat i rivalitat
- Aliances: Desperdicis està agermanat amb Rudes Lleida (Lleida Esportiu), Herri Norte Taldea (Athletic Club), Indar Gorri (CA Osasuna), Bukaneros (Rayo Vallecano) i Celtic Bhoys (Celtic de Glasgow).
- Rivalitats: Eskapulats (CE Europa),[6] Frente Atlético (Atlètic de Madrid) i Boixos Nois (FC Barcelona).[7]

El 2014, l'assassinat d'un membre dels Riazor Blues per part d'uns ultres del Frente Atlètico (conegut com a cas Jimmy), va provocar una onada de rebuig social en què Desperdicis va participar d'un comunicat conjunt amb altres 18 grups ultres condemnant la mort.